# Ernst August Anton von Göchhausen
Ernst August Anton Göchhausen (* 12. Juni 1740 in Weimar; † 28. März 1824 in Eisenach) war ein deutscher gegenaufklärerischer Autor, herzoglich Sachsen-Weimarischer geheimer Kammerrat zu Eisenach und Kammerdirektor sowie Freimaurer.

## Herkunft
Ernst August Anton war der Sohn des Rittmeisters und Kammerjunker Johann Anton Friedrich von Göchhausen auf Buttelstedt und Nermsdorf und der Sophie Helene, geb. Jacobi.

## Verschwörungstheorie
1786 veröffentlichte er anonym seine Enthüllung des Systems der Weltbürger-Republik, eine Polemik gegen den im Jahr zuvor verbotenen Illuminatenorden, dem er unter dem Codenamen Nahor kurzzeitig angehört hatte. Darin stellte er die Verschwörungstheorie auf, das geheime Tun des Ordens sowie überhaupt sämtliche Bemühungen der Aufklärung, der Vernunft zum Durchbruch zu verhelfen, wären in Wahrheit Machinationen des 1773 verbotenen Jesuitenordens, dessen Ziel es sei, alle staatlichen und religiösen Sicherheiten ins Wanken zu bringen, um auf der Grundlage der so hergestellten Anomie die Weltherrschaft des Papstes zu errichten. Nach Ansicht des Germanisten Ralf Klausnitzer legte Göchhausen damit „in nahezu paradigmatischer Weise die Konstruktionsprinzipien eines überbordenden Verfolgungswahns offen“. 1787 baute Göchhausen in Auseinandersetzung mit seinen Kritikern, darunter der ehemalige Illuminat Johann Joachim Christoph Bode, seine Argumentation noch aus und veröffentlichte sie in Buchform unter dem Titel Aufschluß und Vertheidigung der Enthüllung des Systems der Weltbürger-Republik. Christoph Martin Wieland kritisierte dieses Buch in einem Aufsatz im Teutschen Merkur.

## Werk
- Natürliche Dialogen, O. O. 1772
- Das Werther-Fieber, ein unvollendetes Familienstück, Nieder-Teutschland (Leipzig) 1776[6]
- Antoinette, ein Mährlein aus der andern Welt, Leipzig 1776
- Leyerlieder, Eisenach, Wittekindt, 1780
- Enthüllung des Systems der Weltbürgerrepublik, Rom 1786
- Freimaurerische Wanderungen des weisen Don Quixote, 1787
- Fragmente der Geschichte und Meynungen eines Menschensohnes, Eisenach 1787
- Thorheit steckt an wie der Schnupfen, 1788
- Martin Sachs, Meines Vaters Hauschronika. Erfurt 1790[7]